# Lente anamórfica

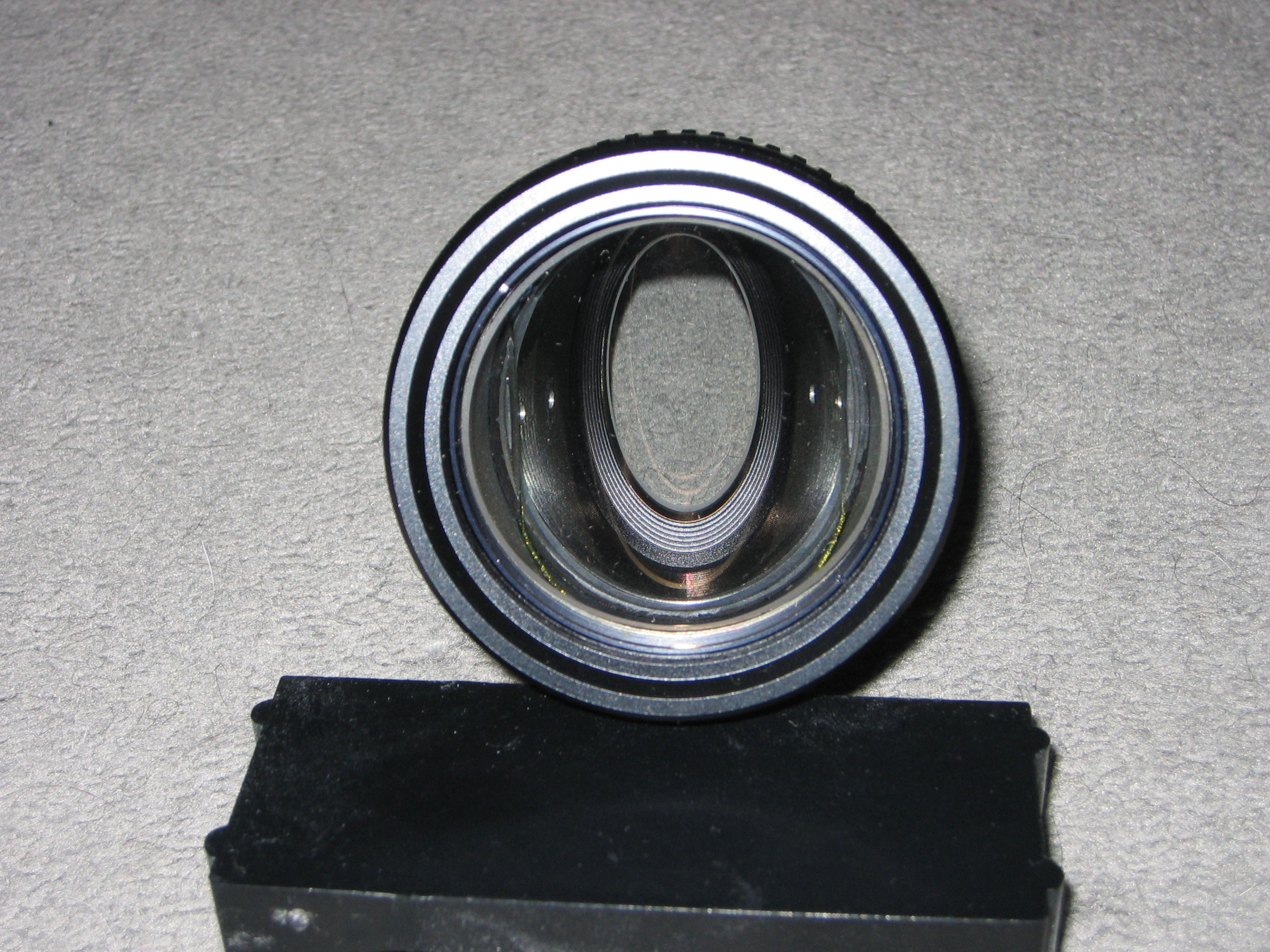
Efecto ovalado del sistema de lentes que compone un objetivo anamórfico.

La anamorfosis, proceso por el cual se deforma una imagen mediante algún sistema que requiere adoptar un determinado punto de vista para poder visionarlo adecuadamente, ha sido utilizado en cine mediante las lentes anamórficas.
La lente anamórfica se refiere en óptica a una lente que aumenta de manera diferente el eje vertical y el horizontal la imagen. En el ámbito cinematográfico hace referencia al objetivo de la cámara que dispone de un dispositivo óptico compuesto por un sistema de lentes cilíndricas y prismáticas que permiten comprimir (anamorfizan) las imágenes en el eje horizontal adaptándola al ancho del fotograma para luego proyectarlas en pantalla ancha mediante ópticas que las descomprimen (desanamorfizan), devolviéndole su anchura normal.

## Historia
Al inventor óptico francés Henri Chrétien se debe la invención del primer objetivo anamórfico por el año 1926, denominado Hypergonar, este objetivo en la cámara permitía reducir a casi la mitad (en horizontal) la imagen en el fotograma, y al colocar un objetivo opuesto en el proyector la expandía. La primera tentativa de utilizar este sistema fue en la película Construire un feu de Claude Autant-Lara producido en 1928. 
No se logró una amplia utilización de estos objetivos hasta que la 20th Century Fox adoptó el invento que ya había expirado la patente e hizo algunas pruebas con las Hypergonar, mientras la compañía óptica Bausch & Lomb se encarga de la nueva lente que se comercializa como Cinemascope en 1953, época en el que el cine se encuentra en crisis y necesita competir con la televisión, creando sistemas de pantalla ancha y sonido estereofónico de gran espectacularidad, de modo que este objetivo va a permitir la compresión de la imagen en el fotograma, permitiendo el formato panorámico en una película de 35 mm. abaratando la producción frente a sistemas costosos como el Cinerama que necesitaba tres cámaras. Aunque los nuevos objetivos suponían un ahorro en la producción, por otro lado complicaba la grabación ya que el uso de éstos necesita algunos requerimientos técnicos como iluminación intensa, tienen  dificultad para el enfoque, y producen algunas aberraciones y distorsiones a la imagen: estiramientos horizontales, destellos, etc. Poco después, por 1954 Panavision desarrolló un sistema de lentes que disminuye algunos problemas técnicos de las anteriores.
Posteriormente se han creado diversidad de objetivos anamórficos, también para uso en cámaras digitales, y continúan utilizándose hasta nuestros días en el cine e incluso en publicidad, por su atractivo en las calidades que las caracterizan y la estética de apariencia cinematográfica clásica del celuloide.